# Виолета Димитрова
Виолета Димитрова Маринова е българска лекарка, специалист в областта на хирургията и онкологията, професор, ръководител на Катедрата по обща и оперативна хирургия към Медицински университет - София и на Клиниката по обща и чернодробно-панкреатична хирургия към Университетска болница „Александровска“.

## Биография
Проф. Виолета Димитрова е родена на 1 март 1949 година в село Поляне. През 1968 г. завършва 35-а гимназия с преподаване на руски език „М. И. Калинин“ (днес 35 СОУ „Добри Войников“) в София. Желанието ѝ е да се занимава с архитектура и мостово строителство, но впоследствие се насочва към медицината, и през 1974 г. се дипломира като лекар във Висшия медицински институт в София (днес Медицински университет - София).
След завършването на висшето си образование, проф. Димитрова започва работа по разпределение като ординатор в хирургическото отделение на Окръжна болница в град Видин. От юни 1980 г. е асистент в Катедрата по обща и оперативна хирургия към Висшия медицински институт в София. Защитава дисертация за кандидат на науките през 1989 г. През 1994 г. се хабилитира като доцент, а от 2000 г. е ръководител на катедрата. През 2001 г. защитава дисертация на тема „Диагностика и оперативно лечение на заболяванията на извънчернодробните жлъчни пътища“, с което ѝ е присъдена научната степен доктор на медицинските науки. През 2003 г. е избрана за професор и през същата година става ръководител на Клиниката по обща и чернодробно-панкреатична хирургия към Университетска болница „Александровска“.
Проф. Димитрова е национален консултант по хирургия. Специализирала е лапароскопска хирургия в Германия и чернодробна хирургия във Франция. През 2003 г. нейният екип извършва първата в България трансплантация на чернодробни клетки. По това време в света са извършени едва двадесетина операции от такъв тип. През 2005 г. проф. Димитрова ръководи и първата успешна трансплантация на черен дроб от трупен донор в страната. Удостоена е с най-високото професионално-съсловно звание, „Лекар на България“, през 2009 г. Автор е на над 100 научни труда.